# Sandalodes minahassae
Sandalodes minahassae là một loài nhện trong họ Salticidae.
Loài này thuộc chi Sandalodes. Sandalodes minahassae được Anna Maria Sibylla Merian miêu tả năm 1911.